# Alicia Bonet
Alicia Bonet (Ciudad de México, 26 de abril de 1947) es una actriz mexicana. 
Entre sus trabajos más destacados se encuentra su participación en películas como Despedida de soltera (1966), Hasta el viento tiene miedo (1968), El escapulario (1968), y Rubí (1970). 

## Biografía y carrera
Comenzó como actriz a finales de los años 50 en el teatro semiprofesional en una compañía de repertorio para niños. En la década de los 60 se dio a conocer en el cine mexicano y desde entonces se le ha considerado una de las mejores actrices mexicanas. 
Ha actuado en películas como Guadalajara en verano, Despedida de soltera, El escapulario, Hasta el viento tiene miedo , Rubí (1970), entre otras. También ha actuado en telenovelas como Viviana (1978),  Señora (1998), Como en el cine (2001) y otras.
Se casó primero con el actor Juan Ferrara (posteriormente se divorciaron) y procrearon dos hijos: los actores Juan Carlos Bonet y Mauricio Bonet.
Se casó por segunda vez con el actor Claudio Brook y estuvieron casados hasta la muerte del actor y procrearon dos hijos: Arturo y Gabriel Brook, quien se suicidó en 2004, a los 24 años de edad.

## Filmografía

### Cine
- Hasta el viento tiene miedo (versión de 2007) .... Mamá de Claudia
- Tampico (1972)
- Sucedió en Jalisco (1972)
- Cruz de amor (1970) .... Inés
- Rubí (1970) .... Maribel
- Los problemas de mamá (1970) .... Lupe
- Al fin a solas (1969)
- ¡Persíguelas y... alcánzalas! (1969)
- Cuando los hijos se van (1968)
- Operación carambola (1968) .... Recepcionista de hotel
- Réquiem por un canalla (1968)
- Los ángeles de Puebla (1968) .... Carmen
- Hasta el viento tiene miedo (versión de 1968) .... Claudia
- El escapulario (1967) .... Rosario
- Ven a cantar conmigo (1967) .... Aurora
- Don Juan 67 (1967)
- Nuestros buenos vecinos de Yucatán (1967)
- Rancho solo (1967)
- Los perversos (1967) .... Blanca
- Los jinetes de la bruja (En el viejo Guanajuato) (1966)
- Lanza tus penas al viento (1966) .... Laura
- Del brazo y por la calle (1966)
- Que haremos con papá? (1966)
- De profesión, sospechosos (1966)
- Fuera de la ley (1966)
- Despedida de soltera (1966) .... Marcela
- ¿Qué haremos con papá? (1965)
- El gángster (1965)
- Los tres calaveras (1965)
- Guadalajara en verano (1965) .... Lourdes
- Mi primera novia (1965)
- Socio de alcoba (1962) .... Prostituta

### Televisión
- Se busca un hombre (2007) .... Amanda de Montesinos
- Como en el cine (2001) .... Madre María
- El amor no es como lo pintan (2000)
- Señora (1998) .... Susana
- Te dejaré de amar (1996) .... Sandra
- A flor de piel (1994) .... Carlota
- Ángeles blancos (1990)
- Viviana (1978) .... Paty
- Los que ayudan a Dios (1973) .... María Isabel
- Sublime redención (1971) .... Lucía
- La casa de las fieras (1967) .... Delia
- A cada quien su santo .... Alicia (1 episodio: Esperando un milagro, 2010)
- Lo que callamos las mujeres
  - Episodio: «Nido vacío» (2007)
  - Episodio: «Si tú supieras» (2008)
  - Episodio: «Hasta reventar» (2010)
  - Episodio: «Abuelita puede» (2013)

### Teatro
- Las viejas vienen marchando (2001-2005)
- La Celestina (1968)